# Langbaardhoningeter
De langbaardhoningeter (Melionyx princeps) is een zangvogel uit de familie Meliphagidae (honingeters).
Het is een kwetsbare, endemische vogelsoort in het oostelijke deel van het centrale bergland van Nieuw-Guinea.

## Taxonomie
De vogel werd in 1951 geldig beschreven als Melidectes princeps aan de hand van materiaal dat in 1950 door Ernest Thomas Gilliard was verzameld in de centrale hooglanden van Papoea-Nieuw-Guinea. De vogel staat sinds versie 10.1 (2020) van de IOC World Bird List in het geslacht Melionyx.

## Kenmerken
De vogel is 27 cm lang. Het is een zeer donkere, bijna geheel zwarte honingeter, met als opvallend kenmerk witte sierveren, die als een lange baard van de kin tot aan de schouder reiken. De snavel is lang en gekromd en er is een klein, oranjekleurig plekje naakte huid achter het oog.

## Verspreiding en leefgebied
Deze soort is endemisch op een paar locaties in Papoea-Nieuw-Guinea in de provincies Western Highlands, Southern Highlands, Chimbu en Enga. Het is een vogel van het hooggebergte, die voorkomt in de hoogste zone van het nevelwoud en aangrenzende zone met kreupelhout en grasland van de alpiene zone tussen 3000 en 3800 m boven zeeniveau.

## Status
De langbaardhoningeter heeft een beperkt verspreidingsgebied en daardoor is de kans op uitsterven aanwezig. De grootte van de populatie werd in 2018 door BirdLife International geschat op 2,5 tot 10 duizend volwassen individuen en de populatie-aantallen nemen af door habitatverlies. Het leefgebied wordt aangetast door het in brand steken van kreupelhout en door klimaatverandering, waarbij de alpine zone verdwijnt of verder omhoog schuift en in oppervlakte zal afnemen.Om deze redenen staat deze soort als kwetsbaar op de Rode Lijst van de IUCN.